# Casita
Le Casita est un volcan du Nicaragua qui forme un complexe volcanique avec le San Cristóbal, le Chonco, le Moyotepe et la Pelona. Il se présente sous la forme d'un stratovolcan allongé dans le sens est-ouest avec une caldeira à son sommet qui s'élève à 1 405 mètres d'altitude. En 1998, sous les fortes pluies de l'ouragan Mitch, un pan du volcan s'est effondré, ensevelissant plusieurs villages et faisant de nombreux morts.